# Centro Regional para o Fomento do Livro na América Latina e o Caribe
O Centro Regional para o Fomento do Livro na América Latina e o Caribe (Cerlalc) (em espanhol: Centro Regional para el Fomento del Libro en América Latina y el Caribe, em inglês: Regional Center for the Promotion of Books in Latin America and Caribbean) é um órgão intergovernamental sob os auspícios da UNESCO, com sede na Colômbia. Trabalha na criação de condições para o desenvolvimento de sociedades leitoras. 
O Cerlalc conta com 21 países membros e direciona as suas ações para a alavancagem da produção e da circulação do livro, a promoção da leitura e da escritura, a formação de intervenientes na cadeia do livro e o estímulo e proteção da criação intelectual. Neste sentido, presta assistência técnica na formulação de políticas públicas, produz conhecimento, divulga informação especializada, desenvolve e impulsiona processos de formação e promove espaços de consulta e cooperação. 

## História
A criação do Cerlalc esteve inscrita dentro do programa de alavancagem do livro da UNESCO, estabelecido na 14.ª Conferência Geral desta organização, em 1966. O projeto original da UNESCO incluiu a criação de quatro centros para a alavancagem da produção de livros no mundo: América Latina, Ásia, África e os países árabes. Começou assim o caminho de uma das experiências de maior sucesso no campo da integração regional ao redor do livro. 
No dia 7 de setembro de 1967, o governo colombiano solicitou à UNESCO que, no Programa e Orçamento para o biênio 1969-1970, fosse expandida para toda a América Latina as ações multilaterais de fomento do livro. A proposta colombiana incluiu a criação de um Centro Regional para o Fomento do Livro na América Latina como ponto focal para desenvolver esforços, orientados a impulsionar a livre circulação e o crescimento da produção e distribuição regional de livros. 
Através do Decreto 0253 de fevereiro de 1970, o governo colombiano autorizou  quatro organismos locais (o Instituto Caro y Cuervo; o Instituto Colombiano de Cultura (Colcultura), o Instituto Colombiano para a Avaliação da Educação Superior (ICFES), e o Serviço Nacional de Aprendizagem (SENA)) para que integrassem o primeiro Conselho de Administração de um órgão nacional que se chamou Centro Regional para o Fomento do Livro na América Latina, Cerlal, (a letra "c" final da sigla atual seria acrescentada posteriormente). Neste Conselho de Administração, além disso, estavam presentes os ministérios de Relações Exteriores e Educação da Colômbia, como também o Departamento Nacional de Planejamento. 
Em 3 de março de 1970 foi assinado a acta de fundação do Cerlalc e o Decreto 2290 desse mesmo ano aprovou os estatutos desta entidade nacional. No dia 23 de abril de 1971, o governo da Colômbia e a UNESCO assinaram em Bogotá um Acordo de Cooperação Internacional, pelo qual o Governo colombiano se comprometia a converter o órgão em um Centro Regional. Este instrumento estava aberto à adesão de todos os Estados de unidade linguística hispânica. O Congresso da Colômbia deu a sua aprovação através da Lei 27 de 1971. Aos poucos, os países da região foram se aderindo. Nos quatro primeiros anos de funcionamento do Cerlalc, ingressaram como membros efetivos: Argentina, Bolívia, Brasil, Costa Rica, Chile, Equador, Panamá, Paraguai, República Dominicana, Uruguai e Venezuela.
O Acordo de Cooperação Internacional entre a UNESCO e o governo colombiano regido até hoje foi assinado em Paris em 1.º de agosto de 1984 e ratificado na Colômbia através da Lei 65 de 20 de novembro de 1986. Neste acordo foi estendido o alcance geográfico e idiomático do Centro: foi dada acomodação aos países da região Caribe (representada na letra "c" final do seu nome atual) e aos países de unidade linguística hispano-lusa, inclusive fora da área geográfica latino-americana. 

## Cronologia
- Em 1966, durante a 14.ª Conferência Geral, a UNESCO formaliza um plano de trabalho dirigido a fortalecer a produção e circulação de livros no mundo em desenvolvimento. Uma reunião de especialistas, convocada pela UNESCO em 1969, recomendou que “deve ser criado em Bogotá um Centro de Fomento do Livro para a América Latina, que sirva como um ponto focal para os esforços de impulsionar a livre circulação e o crescimento da produção e distribuição regional de livros”.
- No dia  23 de abril de 1971 o governo da Colômbia e a UNESCO assinaram em Bogotá um Acordo de Cooperação Internacional pelo qual o Governo colombiano se comprometeu a converter o Centro, criado em 1970, em um Centro Regional. Este instrumento estava aberto à adesão de todos os Estados da unidade linguística hispânica.
- Em 1971 foram estipuladas as primeiras ações de extensão do Centro: capacitação e formação, através da organização de cursos em produção editorial e seminários sobre produção e distribuição do livro. Também começaram algumas atividades no campo da informação e da integração regional com a ALALC (Associação Latino-americana de Livre Comércio, antecessora da ALADI).
- Em 1975 cresce a rede latino-americana pelo livro com 13 países membros: Argentina, Bolívia, Brasil, Colômbia, Chile, Costa Rica, Equador, Espanha, Panamá, Paraguai, República Dominicana, Uruguai e Venezuela. Dentro dos resultados foram incluídas as leis do livro da Argentina e da Colômbia que receberam assessoria direta do Cerlal, as aproximações aos organismos de integração para cristalizar o mercado comum do livro, os primeiros contatos para a implementação do ISBN na região e começou a se falar de coedição e de banco# de dados bibliográficos.
- Em janeiro de 1977 a UNESCO e o governo da Colômbia prorrogaram o Acordo de 1971. Esta prorrogação teria validade até 31 de dezembro de 1982.
- Em fevereiro de 1979, no Seminário sobre Edição de Livros Infantis, convocado pelo Cerlal, foi apresentada a proposta de desenhar um programa latino-americano de coedição de livros para crianças e jovens com o objeto de divulgar a diversidade cultural regional, elevar a qualidade da oferta e diminuir os custos dela. A ideia foi finalizada em agosto desse ano, quando foi realizada a primeira reunião da Coedição Latino-americana.
- Em março de 1982, foi publicado o primeiro livro, Contos, mitos e lendas da América Latina, com uma tiragem de 20.000 exemplares. Em 1982 o Cerlal assinou um acordo com a Agência Internacional do ISBN para promover o uso deste identificador na América Latina. Até essa data as únicas agências ISBN da região eram as do México (1977) e Brasil (1978). Assim, se incentivou a criação de agências na Argentina (1982), Costa Rica (1983), Colômbia (1984), Venezuela (1984), Equador (1986), Chile (1986), Cuba (1989), Uruguai (1990) e Peru (1995).
- Entre 1984 e 1985 foi realizada a Exposição Itinerante Latino-americana de Ilustrações e Livros para Crianças e Jovens. O Cerlalc foi pioneiro em dar visibilidade aos livros infantis e em particular às ilustrações de livros. A exposição divulgou o trabalho dos ilustradores da região, e em muitos países levantou a preocupação pelo tema e inspirou o nascimento de programas acadêmicos ao redor da ilustração.
- Em 1988 o Cerlalc convocou a primeira reunião de Agências ISBN. Durante o evento foi dado um seminário prático sobre o uso do ISBN aos países que tinham recebido assistência técnica desde a assinatura do acordo com a Agência Internacional.  Em 1991 foi criado o primeiro programa informático para a atribuição do ISBN na América Latina. Em coordenação com as agências ISBN da Venezuela e Colômbia, foi criada a primeira versão do Programa de Administração Integrada de Agências ISBN (PAII).
- Em 1993, foi regida a Lei Tipo de Guaiaquil. Esta Lei do Livro focou em ações de para a promoção da indústria editorial como as isenções fiscais e compras do Estado. Da mesma forma, em propostas de alavancagem da criação intelectual, de promoção da leitura e a defesa dos direitos autorais. Este texto tornou-se um mecanismo de homogeneização das legislações nacionais sobre o livro, servindo de exemplo para as alternativas de alavancagem para os legisladores ibero-americanos.
- Em agosto de 1994 o Cerlalc convocou para uma reunião com os detentores de palestras sobre direitos autorais das principais universidades latino-americanas, a pedido da UNESCO. Nesta reunião, a UNESCO forneceu informação sobre o Programa UNITWIN de Cátedras UNESCO aos professores participantes, a fim de estabelecer uma rede de cátedras universitárias de direito de autor na região. Em 1995, foi criada a Rede UNITWIN de Cátedras UNESCO de Direitos Autorais e Direitos Conexos na América Latina.
- Em 1998, nasceu o Repertório Integrado de Livros para Venda na Ibero-América (RILVI), na 8.ª Cúpula Ibero-americana de Chefes de Estado e de Governo, e consistiu na compilação dos registros de títulos das agências nacionais do ISBN. O Cerlalc foi o impulsor e principal responsável pelo primeiro catálogo regional da oferta editorial. Em 2010, o RILVI deixou de ser um Programa de Cúpulas e se tornou uma atividade permanente do Cerlalc.
- Em 1998, foi criado o Programa Ibero-americano de Cooperação em Bibliotecas Públicas (PICBIP). Em novembro desse ano foi realizado em Cartagena das Índias, Colômbia, o Encontro Ibero-americano de Responsáveis Nacionais de Bibliotecas Públicas, convocado e organizado pela Direção Geral do Livro, Arquivos e Bibliotecas do Ministério da Educação e Cultura da Espanha, com o patrocínio da Agência Espanhola de Cooperação Internacional (AECI) e a colaboração do Cerlalc. O objetivo era pôr em marcha um mecanismo estável para o intercâmbio de informação, experiências e desenvolvimento de atividades conjuntas.
- Em 2003, foi aprovado o Plano Ibero-americano de Leitura (ILIMITA), durante a XIII Cúpula Ibero-americana de Chefes de Estado e de Governo, em Santa Cruz de la Sierra, Bolívia.
- Em setembro de 2004, foi realizado em Cartagena o primeiro Encontro de Responsáveis Nacionais de Leitura, no qual foi apresentada aos 21 governos da Ibero-América a Agenda de políticas públicas de leitura, que incluía as 11 prioridades da política pública de leitura. Este documento fez recomendações de objetivos, ações e meios para trabalhar na promoção da leitura a partir de uma perspectiva integral que envolve a vontade do Estado e a articulação de diversos setores interessados no assunto.
- Em 2006, foi criada a Rede Nacional de Planos de Leitura (Redplanes) a partir de um grupo de entidades e pessoas que compartilham o interesse de apoiar a busca de estratégias para agilizar a formulação de políticas e a sua tradução em ações concretas em prol da cultura escrita.
- Em 2006, foi realizada a reunião de especialistas para a implementação de políticas públicas de direitos autorais. As conclusões do evento, organizado pelo Cerlalc, foram recolhidas na publicação “Diagnóstico de direitos autorais na América Latina”, em que foi destacada a realidade institucional dos direitos autorais na região e a importância de contar com um observatório encarregado de impulsionar a medida do impacto econômico das indústrias criativas na região e a difusão de informação especializada em direitos autorais, o que levou à posterior criação do Observatório Ibero-americano de Direitos Autorais (ODAI).
- Em 2007, foi desenvolvido o software de registro RISBN. O Cerlalc e a Câmara Colombiana de Livros trabalharam juntas no projeto de um software através do qual fosse possível realizar as solicitações on-line. Este programa considerou a inclusão de todos os metadados mínimos do Ônix.
- Em 2010, o Cerlalc, através do Observatório Ibero-americano de Direitos Autorais, e em parceria com o British Council, publicou os documentos “Economia Criativa: Guia Introdutório” e “Guia Prático para Mapear as Indústrias Criativas”. Estas publicações exaltavam a importância dos bens e serviços culturais para reduzir a polarização e desigualdade econômica, ao mesmo tempo que em que forneciam diretrizes gerais de política pública para medir o impacto das indústrias criativas no produto interno bruto e na geração de emprego, bem como a concepção de estratégias de promoção e alavancagem de indústrias protegidas pelos direitos autorais nas economias locais.
- Em 2011, foi criado um modelo de lei, com a colaboração de especialistas Ibero-americanos, para oferecer aos países um instrumento efetivo no processo de definição de novas leis sobre leitura, livros e bibliotecas, para lidar com elas de maneira equilibrada dos componentes do setor e que permite avançar na construção de sociedades de leitura.
- Em 2011, e após 10 anos de funcionamento do Programa Ibero-americano de Cooperação em Matéria de Bibliotecas Públicas (PICBIP), foi realizada uma avaliação externa e o balanço geral mostrou que seus alcances eram limitados. Como consequência, foi criado o Programa Iberbibliotecas, com o objetivo de contribuir ao desenvolvimento e fortalecimento das bibliotecas públicas da Ibero-américa.
- Em junho de 2013, o Cerlalc convocou o comitê intergovernamental “Nova Agenda pelo livro e leitura: Recomendações para Políticas Públicas na Ibero-américa”, em  que se apresentaram as rotas de ação para os governos da região em torno dos temas do livro. O encontro contou com a participação de delegados da UNESCO e de 17 países membros do Centro. Durante o evento, o Cerlalc identificou as demandas mais urgentes da região para acompanhar a implementação da nova agenda de livros e leitura.
- Entre 2014 e 2015, foi desenvolvido um processo de formação virtual de alavancagem da leitura, literatura infantil, arte, cultura e linguagens expressivas para 6.000 agentes educacionais colombianos responsáveis da atenção à primeira infância em todo o território nacional. Esta formação foi realizada no âmbito da estratégia “Festa da Leitura” do Instituto Colombiano de Bem-estar Familiar, cujo objetivo central era garantir as condições para o desenvolvimento de habilidades comunicativas, expressivas e de leitura nas crianças de 0 a 6 anos de idade.
- Em 2015, o programa International Network of Emerging Library Innovators (Ineli), foi desenvolvido no âmbito do programa Global Libraries, da Fundação Bill & Melinda Gates, que conta com várias versões internacionais (Balcãs, Índia, Oceania, África Subsaariana, Chifre da África e Ibero-américa). O Cerlalc foi encarregado pela Fundação Gates para implementar o programa na Ibero-américa, com o apoio da Fundação Germán Sánchez Ruipérez. Ineli é um programa de formação virtual em gestão, liderança e inovação para bibliotecários públicos.
- Em novembro de 2015, o Cerlalc convocou cinco renomados especialistas latino-americanos em primeira infância para discutir sobre temas relacionados com educação, leitura, cultura e atenção integral para esta população. Os especialistas presentes foram Eva Janovitz (México), María Emilia López (Argentina), Patrícia Pereira Leite (Brasil), Evelio Cabrejo (Colômbia) e Yolanda Reyes (Colômbia). Este grupo abordou vários aspectos fundamentais para tornar as crianças pequenas sujeitos ativos das práticas ao redor da linguagem escrita e oral. Como resultado, os fundamentos teóricos e conceituais foram estabelecidos para a criação do Observatório Ibero-americano de cultura e educação para a primeira infância (OPI).
- Em 2016, foi realizada a exposição Contra Vento e Maré, que reuniu aproximadamente 150 casos de sucesso de países latino-americanos que apresentaram iniciativas governamentais para a alavancagem da leitura e o acesso democrático ao livro entre o final do século XIX e a primeira década de 2000. Na primeira edição da exposição, o Cerlalc comemorou os 30 anos da Feira Internacional do Livro de Guadalajara, com a América Latina como convidada de honra da Feira. A segunda edição de Contra Vento e Maré foi realizada no âmbito da Feira Internacional do Livro de Bogotá 2017, com motivo da celebração dos 30 anos da feira.
- Em 2017, aconteceu o VI Encontro da Rede Ibero-americana de Responsáveis por Políticas e Planos de Leitura. Durante o evento, foram reunidos representantes de 15 países membros de Redplanes com as equipes regionais das instituições vinculadas ao Plano Nacional de Leitura do Chile. Do encontro surgiu a Declaração de Valparaíso, documento em que se reitera a importância de fortalecer os marcos regulatórios, legislativos e orçamentários para garantir a continuidade dos planos.
- Em 2018, Colômbia adotou um estatuto de uso de obras órfãs, tendo como base a proposta apresentada pelo Cerlalc em 2015, e endossada pelo Centro em espaços acadêmicos e políticos em 2018. A reforma da Lei 23 de 1982 sobre direitos de autor e direitos conexos, efetuada através da Lei 1915 de 2018, constitui uma ferramenta de valor especial para promover o desenvolvimento das bibliotecas na Colômbia e a implementação de novas estratégias de promoção de acesso a diversidade de conteúdos para os usuários.

## Directores do Cerlalc desde a sua criação
| Nome                      | Termo       |
| ------------------------- | ----------- |
| Arcadio Plazas            | 1972-1975   |
| Carlos Eslava             | 1976-1977   |
| Gonzalo Canal             | 1978-1979   |
| Jaime Jaramillo           | 1980-1985   |
| Édgar Bustamante          | 1986-1987   |
| Óscar Delgado             | 1987-1989   |
| Luis Horacio López        | 1989-1990   |
| Jorge Salazar             | 1991-1995   |
| Carmen Barvo              | 1995-1999   |
| Alma Byington de Arboleda | 1999-2000   |
| Adelaida Nieto            | 2000-2005   |
| Isadora de Norden         | 2005 - 2009 |
| Fernando Zapata           | 2009-2015   |
| Marianne Ponsford         | 2015 à data |

## Estrutura
O CERLALC está conformado por um Conselho, máximo órgão de direcção encarregado de aprovar os alineamentos políticos que regem as acções do CERLALC. Reúne-se a cada dois anos e está integrado por:
- Um representante da cada um dos 20 países membros.
- Um representante do Director Geral da UNESCO.

E por Colômbia, como país sede:
- Um representante da Presidência da República.
- Um representante do Ministério de Relações Exteriores.
- Um representante do Ministério de Educação Nacional.

O Centro conta com um Comitê Executivo, integrado por um representante de 6 dos 21 países membros, eleitos pelo Conselho para um período de dois anos, um representante da Diretora Geral da UNESCO, e os ministros de Relações Exteriores e de Educação de Colômbia ou seus delegados.
Entre as suas principais funções estão aprovar o programa técnico e o orçamento do organismo, como também exercer controle sobre o funcionamento geral do Cerlalc e a execução dos programas, de acordo com as diretrizes básicas adotados pelo Conselho. Este órgão de direção se reúne anualmente.
- Os representantes dos seguintes Países membros: Argentina, Brasil, El Salvador, Cuba, Guatemala e México.
- Um representante da Directora Geral da UNESCO.
- Os Ministros de Relações Exteriores e de Educação de Colômbia ou seus delegados.

A Presidência do Comité Executivo está a cargo de El Salvador.

## Linhas de acção
O Cerlalc adianta e apoia acções locais e regionais nas seguintes linhas:
- Assistência técnica: O Cerlalc presta assessoria aos países membros nas áreas de sua gestão, isto é, no desenho, na atualização e na avaliação de políticas públicas relativas à indústria editorial, sistemas de bibliotecas, promoção da leitura e direitos autorais, assim como na legislação nacional dessas matérias.
- Pesquisa: O Centro produz conhecimento especializado para informar sobre o desenho, o monitoramento e a execução das políticas públicas dos governos Ibero-americanos e, em geral, a tomada de decisões estratégicas por parte de atores governamentais, setor privado e sociedade civil envolvidos no desenvolvimento de sociedades de leitura.
- Formação: O Cerlalc apresenta uma oferta de formação presencial e virtual em aspectos específicos da indústria editorial, promoção de leitura, bibliotecas e direitos autorais. A oferta de formação responde às necessidades dos processos de assistência técnica que fornecidos aos países membros e aos objetivos ou ações particulares de projetos especiais.
- Publicações: O Cerlalc desenvolve uma atividade editorial com o objetivo de dar visibilidade e difusão às pesquisas produzidas pela equipe do Centro e seus assessores externos, bem como construir gradualmente um catálogo que sirva para apoiar a reflexão e o trabalho dos atores da região e do mundo.
- Programas: Os programas são ações permanentes do Centro que implicam um trabalho de articulação de redes entre diversos atores, governamentais e privados, bem como de gerenciamento do conhecimento com objetivos específicos, que se alinham com a missão do Centro e são articulados com os objetivos de seus programas técnicos. O Cerlalc coordena o Observatório Ibero-americano de Cultura e Educação para a Primeira Infância e exerce as funções de Unidade Técnica do Programa Ibero-americano de Bibliotecas Públicas – Iberbibliotecas.

## Países membros
Hoje, 21 países integram o Cerlalc:
| PAÍSES               | PAÍSES    | PAÍSES      |
| -------------------- | --------- | ----------- |
| Argentina            | Bolívia   | Brasil      |
| Chile                | Colômbia  | Costa Rica  |
| Cuba                 | Equador   | El Salvador |
| Espanha              | Guatemala | Honduras    |
| México               | Nicarágua | Panamá      |
| Paraguai             | Peru      | Portugal    |
| República Dominicana | Uruguai   | Venezuela   |

## Sede
A primeira sede do Centro, entregada pelo Ministério de Educação Nacional de Colômbia, encontrava-se localizada no coração histórico de Bogotá. Com a ampliação do pessoal, fez-se necessária uma nova sede ao pouco tempo. Finalmente, em 1973, o Cerlalc adquiriu sua sede actual.

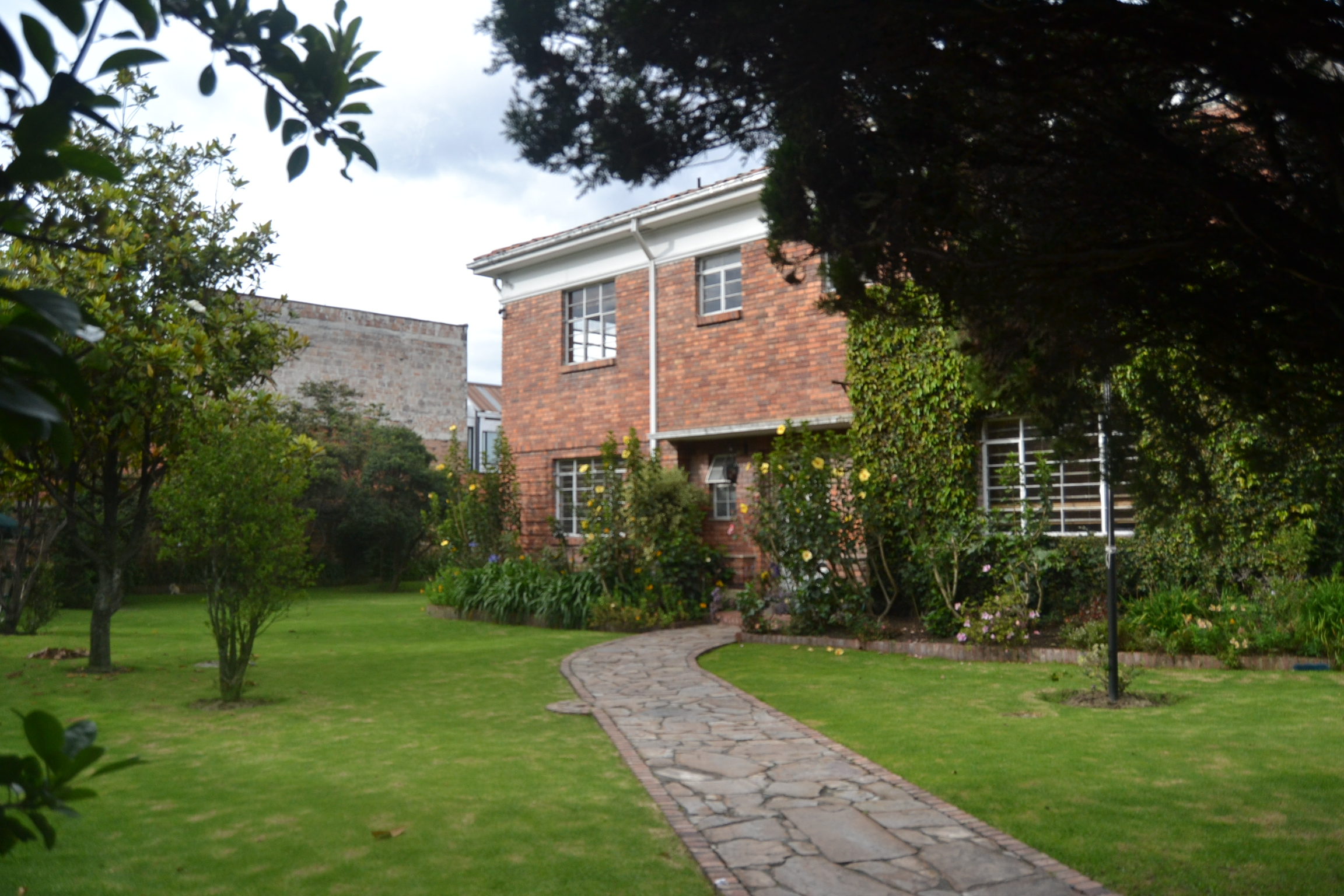
Sede Cerlalc em Bogotá